# モーリタニアの行政区画
モーリタニアの行政区画（モーリタニアのぎょうせいくかく）では、モーリタニアの地方行政について説明する。モーリタニアは上から順に州、県、コミューンの3層構造となっている。また2017年の憲法改正によって州の上位区画として地域が設置されることが決まった。

## 地域

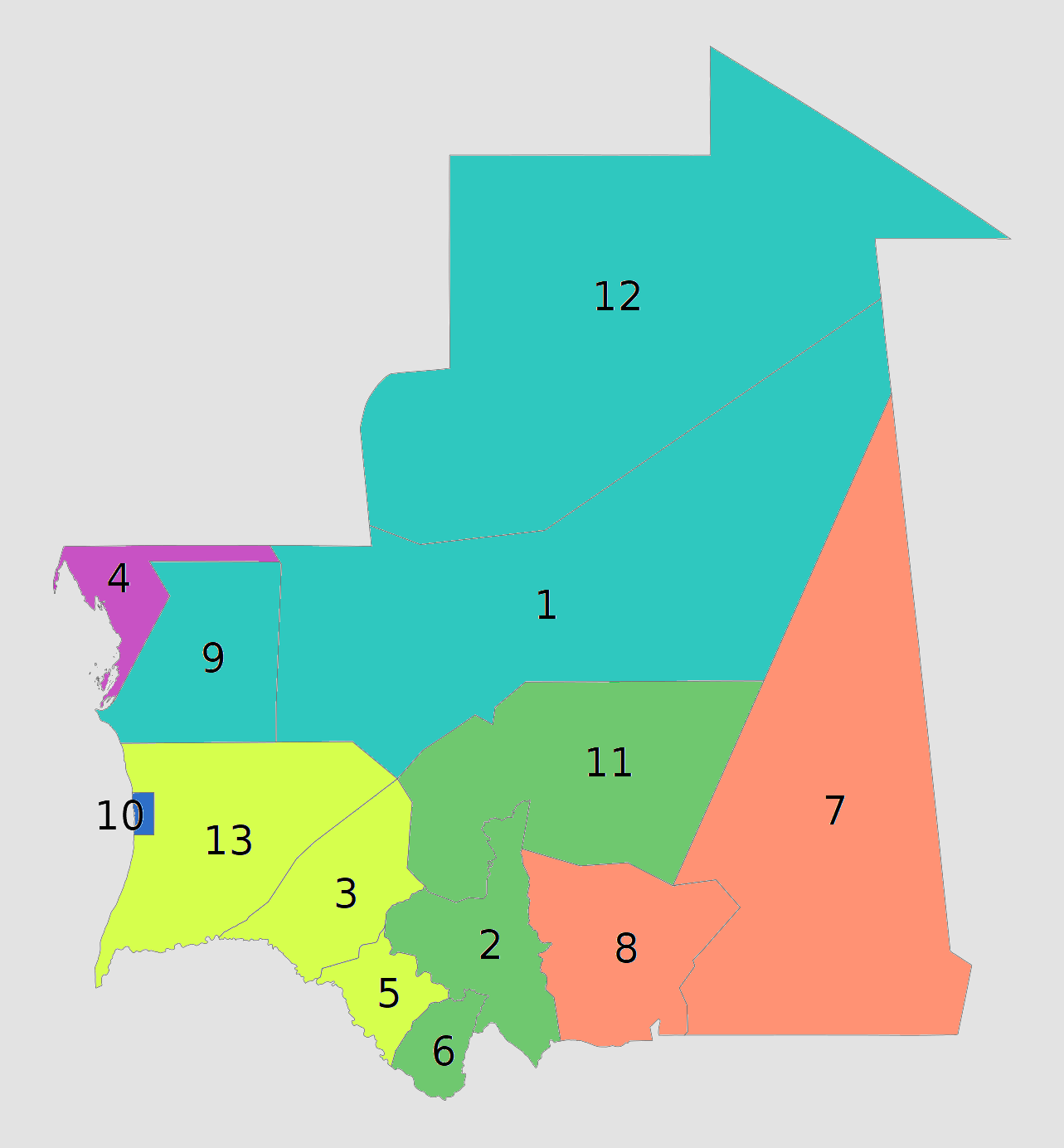
モーリタニアの地域

地域（フランス語: Région）は、2017年の憲法改正を問う国民投票において焦点の一つであった地方分権化のプロセスの一環として、州の上位区画として設置された。2018年1月8日、国民議会で基本法が採択され、6つの地域が設置されることが決定した。基本法では「管轄内の経済、社会、文化、科学の発展を促進する」ことが定められており、また5年毎の普通選挙によって選出される地域議会と同じく普通選挙で選出される議長からなる。
| 地域名 (仮称) | 図中の番号 | 所属州                                       | 人口 (2013年国勢調査) | 人口 (2019年投影人口) | 面積 (km2) |
| ------------- | ---------- | -------------------------------------------- | --------------------- | --------------------- | ---------- |
| 第一地域      | 7, 8       | ホズ・エッ・シャルギ州、ホズ・エル・ガルビ州 | 724,777               | 826,800               | 236,100    |
| 第二地域      | 2, 6, 11   | アサバ州、ギディマカ州、タガント州           | 673,888               | 770,200               | 142,100    |
| 第三地域      | 3, 5, 13   | ブラクナ州、ゴルゴル州、トラルザ州           | 920,967               | 997,100               | 115,200    |
| 第四地域      | 1, 9, 12   | アドラル州、インシリ州、ティリス・ゼムール州 | 135,558               | 141,900               | 515,000    |
| 第五地域      | 10         | ヌアクショット各州                           | 958,399               | 1,195,600             | 1,000      |
| 第六地域      | 4          | ダフレト・ヌアジブ州                         | 123,779               | 145,900               | 22,300     |

## 州
州（ウィラーヤ、アラビア語: ولاية、フランス語: Wilaya）は、モーリタニアの第二級行政区画である。2014年時点で15州あり、うち3州は首都ヌアクショットを構成する。
独立前から存在し当時は圏（cercle）と言った。独立後州の訳語はRégion（フランス語）、Region（英語）が広く使われていたが、2018に同名の行政区画である地域（région）が設置されて以降は区別のためWilaya表記への置き換えが進んでいる。
| #  | 州名                   | 現地語名           | 州都                     | 人口 (2013年) | 人口 (2019年) | 面積 (km2) | 県数 |
| -- | ---------------------- | ------------------ | ------------------------ | ------------- | ------------- | ---------- | ---- |
| 1  | アドラル州             | Adrar              | アタール                 | 62,658        | 61,100        | 215,300    | 4    |
| 2  | アサバ州               | Assaba             | キファ                   | 325,897       | 377,700       | 36,600     | 5    |
| 3  | ブラクナ州             | Brakna             | アレグ                   | 312,277       | 326,100       | 33,800     | 5    |
| 4  | ダフレト・ヌアジブ州   | Dakhlet Nouadhibou | ヌアディブ               | 123,779       | 145,900       | 22,300     | 2    |
| 5  | ゴルゴル州             | Gorgol             | カエディ                 | 335,917       | 369,900       | 13,600     | 4    |
| 6  | ギディマカ州           | Guidimaka          | セリバビ                 | 267,029       | 308,500       | 10,300     | 2    |
| 7  | ホズ・エッ・シャルギ州 | Hodh Ech Chargui   | ネマ                     | 430,668       | 502,600       | 182,700    | 7    |
| 8  | ホズ・エル・ガルビ州   | Hodh El Gharbi     | アイウン・エル・アトルス | 294,109       | 324,200       | 53,400     | 4    |
| 9  | インシリ州             | Inchiri            | アクジュージト           | 19,639        | 24,400        | 46,800     | 1    |
| 10 | 北ヌアクショット州     | Nouakchott Nord    | ダル＝ナイム             | 366,912       | 1,195,600     | 306        | 3    |
| 10 | 西ヌアクショット州     | Nouakchott Ouest   | テヴラ＝ゼイナ           | 165,814       | 1,195,600     | 146        | 3    |
| 10 | 南ヌアクショット州     | Nouakchott Sud     | アラファト               | 425,673       | 1,195,600     | 252        | 3    |
| 11 | タガント州             | Tagant             | ティジクジャ             | 80,962        | 84,000        | 95,200     | 3    |
| 12 | ティリス・ゼムール州   | Tiris Zemmour      | ズエラット               | 53,261        | 56,400        | 252,900    | 3    |
| 13 | トラルザ州             | Trarza             | ロッソ                   | 272,773       | 301,100       | 67,800     | 6    |

### 変遷

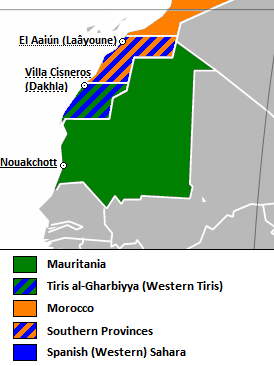
ティリス・アル・ガルビーヤ州の地図

かつてモーリタニアは西サハラ（旧スペイン領サハラ）の領有権を主張していた。1975年11月14日、スペインと締結したマドリード協定でモロッコと共に西サハラを分割し、ティリス・アル・ガルビーヤ州として自国に組み込んだ。しかし独立を望む現地住民が結成したポリサリオ戦線（サハラ・アラブ民主共和国）が武装蜂起し、交戦状態に陥った（西サハラ戦争）。ポリサリオ戦線はゲリラ戦術を駆使し西サハラだけでなく本土にも攻撃を実施し、モーリタニアは多大な被害を出した。その結果当時の大統領モクタル・ウルド・ダッダは不満を持った軍部にクーデターを起こされ失脚、政権を奪取した軍部は1979年8月5日にポリサリオ戦線と和平協定を結び西サハラの領有権を放棄した。
またホズ地方（ホズ・エッ・シャルギ州、ホズ・エル・ガルビ州のあたり）は元々フランス領スーダン（現在のマリ共和国）の管轄であったが、1954年1月1日にモーリタニアへ移管された。
- 1962年ごろ：アドラル州からティリス・ゼムール州が分離。
- 1975年：西サハラを併合し、ティリス・アル・ガルビーヤ州（西部ティリス、Tiris al-Gharbiyya）を設置。
- 1979年8月5日：西サハラの領有権を放棄し、ティリス・アル・ガルビーヤ州は消滅。
- 1979年ごろ：レヴリエ湾州（Lévrier Bay）がダフレト・ヌアジブ州へ改名。
- 1990年9月10日：ヌアクショットが州となる。
- 1998年ごろ：ティリス・ゼムール州の州都がFderîckからズエラットへ変更される。
- 2014年11月25日：ヌアクショット州を北・西・南の3州に分割。

## 県

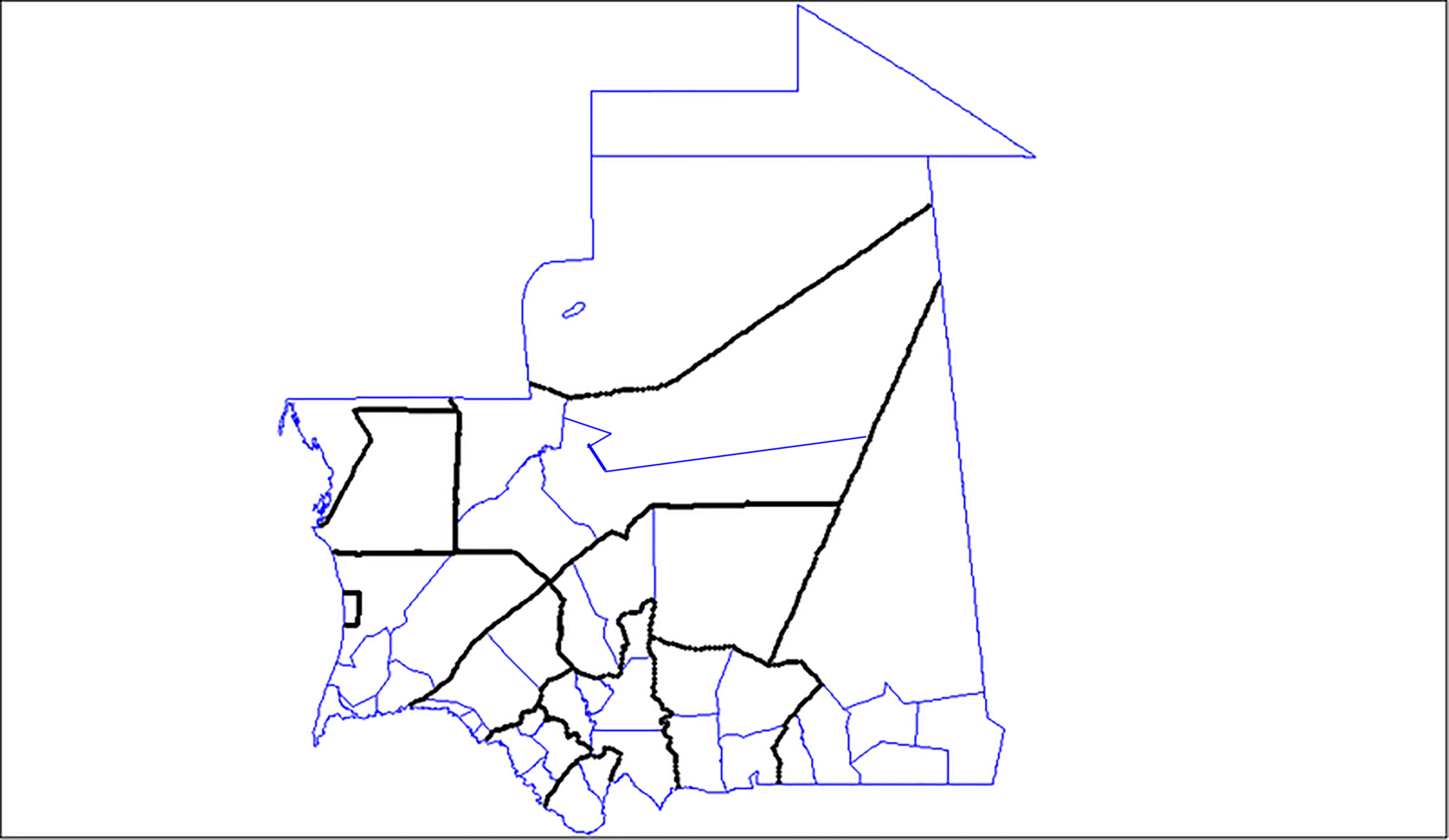
モーリタニアの県

県（アラビア語: مقاطعة Moughataa、フランス語: Département）は州の下の区画で、2013年時点で55県ある。

## コミューン
コミューン（基礎自治体、フランス語: Commune）は、モーリタニアで最小の行政区画である。全土で216つある。